# サーリー (イラン)
サーリー（ペルシア語: سارى; Sārī  発音）はイラン北部の都市。 マーザンダラーン州の州都。

## 経済
サーリーの経済は、ケーキ、精米、ヨーグルト、乳飲料、缶詰肉、油料種子などの食糧生産や、オレンジ、レモンなどの果物の輸出を基盤としている。サーリーの企業のうち、材木業・製紙業を営む Sanaie Choub Kaqaz 社と Pishraneh Electronics 社は、西アジアにおいて有名である。
サーリーの不動産価格は地域によって幅が大きく、大部分の人が家を所有可能であるが、地域の大部分が快適な気候のため、きわめて高価である。土地価格は1平米あたり220ドルから1万1000ドルまでと幅がある。

## 気候
2005年から2006年にかけての気象情報の統計値は、概してマーザンダラーン州の平均値に近い。日照時間は比較的長く、春季の降雨量は多めであった。

## 人口
Mirza-zamani、Peyvandi、Sangなどの下町の地域の人口密度は、1平方キロメートルあたり2万人を越える。1950年以前、都市の人口は季節によって変動し、夏季よりも冬季のほうが多かった。この人口の変動は統計情報に影響を及ぼすため、注意する必要がある。特に夏季に行われた調査は、あまり正確でない可能性がある。
- 1808年 - 21,000 人（推定）
- 1827年 - 19,000 人（推定）
- 1832年 - 20,000 人（推定）
- 1850年 - 15,000 人（推定）
- 1856年 - 9,000 人（推定）
- 1872年 - 15,500 人（推定）
- 1874年 - 16,000 人（推定）
- 1883年 - 16,100 人（推定）
- 1905年 - 25,000 人（推定）
- 1923年 - 35,000 人（推定）
- 1956年 - 26,278 人（調査）
- 1966年 - 44,547 人（調査）
- 1976年 - 70,753 人（調査）

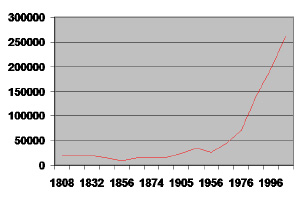
サーリーの人口推移

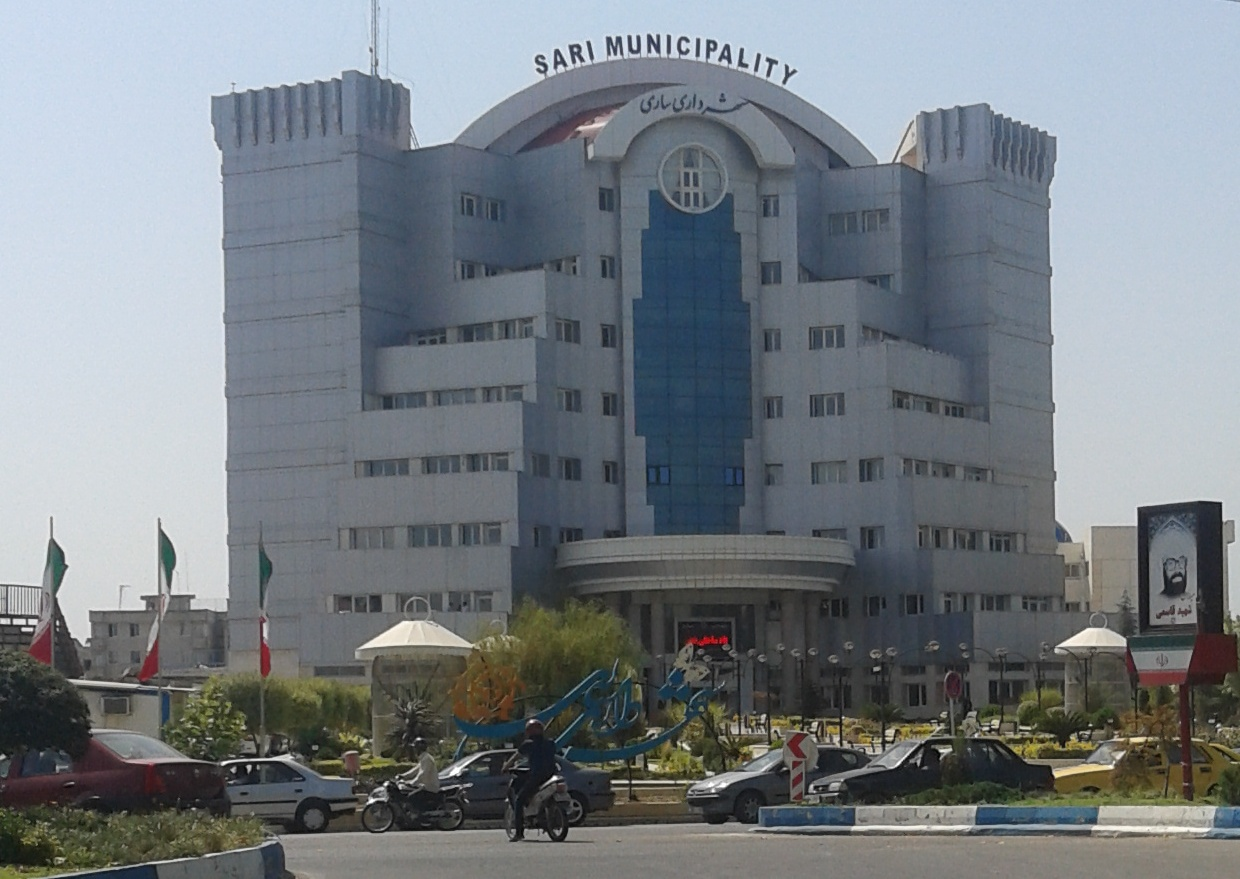
市庁舎

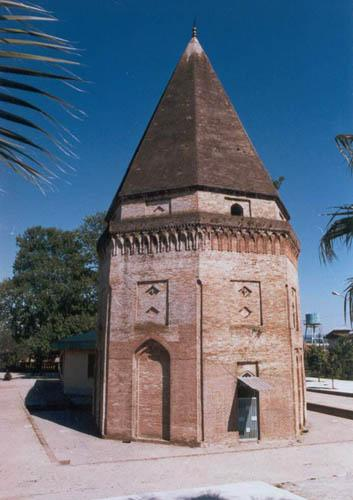
郊外にあるイマームザッデー・アッバスの墓

- 1986年 - 141,020 人（調査）
- 1996年 - 195,882 人（調査）
- 2006年 - 262,627 人（推定）